# Molistomos
Molistomos est le nom d'un chef gaulois qui conduisit une grande invasion contre le peuple des Autariates, peuple illyrien, en -310. Il est donc à l'origine du mouvement d'invasion de la Grèce, puisque d'autres peuples envahirent cette région jusqu'à la prise de Delphes.